# Bantu Education Act
Der Bantu Education Act, Act No. 47 / 1953 (Afrikaans: Wet op Bantoe-onderwys; deutsch etwa: „Bantu-Bildungs-Gesetz“) war ein Gesetz, das am 5. Oktober 1953 vom Parlament der Südafrikanischen Union verabschiedet wurde. Die Vorbereitungen zu diesem Gesetz lagen in der Verantwortung von Hendrik Verwoerd, dem damaligen Minister für Eingeborenenangelegenheiten (Minister of Native Affairs) und späteren Premierminister. Mit Bantu (als Synonym für Natives) im Sinne des Gesetzes waren alle Bürger Südafrikas gemeint, die als ein „Mitglied jeder eingeborenen Rasse oder jedes Stammes in Afrika“ ([...] a member of any aboriginal race or tribe of Africa; [...]) angesehen wurden. Das Gesetz schuf die Grundlagen, um für sie im Rahmen der Apartheidpolitik eine „Bantu-Erziehung“ einzuführen, die qualitativ unterhalb der erforderlichen Schulbildung angesetzt war.

## Vorgeschichte
Am 19. Januar 1949 berief die südafrikanische Regierung eine Kommission zur Eingeborenenbildung (Commission on Native Education), die nach ihrem Vorsitzenden und Anthropologen, Werner Willi Max Eiselen, kurz Eiselen Commission genannt wurde. Sie arbeitete an einer Neukonzipierung des Bildungswesens für die schwarze Bevölkerung, das zu diesem Zeitpunkt maßgeblich in der Verantwortung von christlichen Missionsgesellschaften lag. Die Arbeit der Kommission schloss mit ihrem Bericht (Report of the Commission on Native Education, auch Eiselen Report) 1951 ab und empfahl im Wesentlichen die staatliche Kontrolle und Übernahme des Missionsschulsystems, das seit dem 19. Jahrhundert stark von anglikanischen, presbyterianischen und römisch-katholischen Trägerinstitutionen geprägt war. Die Ergebnisse der zwischen 1949 und 1951 tätigen Eiselen Commission bildeten die konzeptionelle Grundlage für den Bantu Education Act.

## Zweck und Ziele
Der Bantu Education Act gehört zu einer Gruppe historischer Rechtsvorschriften Südafrikas, die zur Legalisierung des Apartheidskonzeptes diente. Es wurde damit allgemein das Ziel verfolgt, die nichtweißen Bevölkerungsgruppen, besonders die schwarzen Südafrikaner, in eine unvorteilhafte rechtliche, soziale und kulturelle Indoktrinationslage zu setzen und folglich in eine von der weißen Oberschicht distanzierte bis isolierte Position zu zwingen. Der offiziell deklarierte Zweck dieses Gesetzes bestand in der Übertragung der Verwaltung und Kontrolle über die Bantu-Bildung jeglicher Art oder Stufe von allen Provinzverwaltungen sowie aller weiterer damit verbundenen Dingen in die Verantwortung der Unionsregierung von Südafrika (section 2).
Der Geltungsbereich des Gesetzes erstreckte sich auf jede Schule, Klasse, jedes College oder jede Institutionen für die Bildung von „Bantu-Kindern und Personen“ und auf die Instruktion sowie die Ausbildung von Personen, die den Lehrerberuf ergreifen wollen; einschließlich zu deren Weiterbildung verfügbare Angebote (section 14).
Im section 15, Absatz 1 des Bantu Education Act werden umfangreiche Befugnisse aufgeführt, wie das Ministerium die administrative Neuordnung des Bildungswesens für die „Bantu-Bevölkerung“ vornehmen wird. Dazu zählen Regulierungsfragen wie beispielsweise in der Folge zu erlassende Vorschriften über Rechte, Pflichten und Vergütungen. Explizit werden eine Disziplinarordnung für Lehrer sowie die Supervision und Kontrolle durch die zuständige Behörde über Trainings- und Instruktionslehrgänge genannt.
Zur weiteren Umsetzung der nicht genau definierten Ziele wurden nicht näher geregelte oder irgendwie eingeschränkte Handlungsmöglichkeiten ausdrücklich zugelassen, die differenzierte Entscheidungen für Lehrer, Gruppen, Klassen oder „Lehrer bestimmter Rassen“, oder Schulen und Regionen ermöglichten. Diese Regelung nach section 15, Absatz 2 ließ dem zuständigen Ministerium die Möglichkeit zum Treffen willkürlicher Entscheidungen offen.
Flankierend zu den massiven Ausgestaltungs- und Einflussnahmemöglichkeiten des Ministeriums wird in section 12 versichert, dass „in Hinsicht auf das Prinzip der aktiven Beteiligung der Bantubevölkerung an der Kontrolle und dem Management der Staatlichen Bantuschulen, regionale, lokale und schulische Gremien geschaffen werden.“ Dazu stellte man die Einräumung von Rechten, Pflichten, Funktionen und Privilegien für Selbstverwaltungsorgane und nicht näher definierter Bantu-Behörden in Aussicht.
Die Grundlage für diese Doppelstrukturen waren bereits im Jahr 1951 mit dem Bantu Authorities Act geschaffen worden. Das damit begründete dreistufige Verwaltungssystem für die Reservate, die späteren Homelands, sah Möglichkeiten zur Mitverantwortung beim Bau und den Unterhalt von Bildungseinrichtungen vor. Diese Aufgaben konnten durch einzelne Rechtsakte auf deren Regionalbehörden übertragen werden. In den Siedlungsgebieten der schwarzen Bevölkerung, die noch nicht in autonome Homelands übergegangen waren, wurde deren eigene Regionalbehörde durch eine „weiße“ Verwaltungsebene geführt.
Nach dem Inkrafttreten des Bantu Education Act verfügte das südafrikanische „Ministerium für Eingeborenenangelegenheiten“ über die die Befugnis, von ihm als erforderlich angesehenes Land zum Zwecke des Umbaus der Bildungsstrukturen enteignen zu lassen.

## Verwoerd-Zitat
Von dem zuständigen Minister Hendrik Verwoerd ist folgende Äußerung innerhalb dieser Sachverhalte überliefert:

“There is no place for [the Bantu] in the European community above the level of certain forms of labour … What is the use of teaching the Bantu child mathematics when it cannot use it in practice? That is quite absurd. Education must train people in accordance with their opportunities in life, according to the sphere in which they live.”

„Es gibt keinen Platz für [die Bantu] in der europäischen Bevölkerungsgruppe oberhalb des Niveaus bestimmter Formen der Arbeit ... Worin besteht der Nutzen einer Mathematikausbildung für ein Bantukind, wenn es diese in der Praxis nicht nutzen kann? Das ist völlig absurd. Schulbildung ist dazu notwendig, Menschen im Einklang mit ihren Lebenschancen, in Abhängigkeit von ihrem Lebensumfeld, auszubilden.“

Diese Sichtweise, gerichtet auf eine ökonomische Nutzbarkeit von Bevölkerungsgruppen, setzte sich auf Basis der Richtlinienkompetenz aller Apartheidregierungen in deren Bildungs-, Arbeitsmarkt- und Sozialpolitik fort und zementierte Interessensgegensätze unter den südafrikanischen Bevölkerungsgruppen. Die De-Lange-Kommission legte 1981 über das Human Sciences Research Council einen Bericht vor, der versuchte, die anhaltenden bildungspolitischen Antagonismen als eine Frage darzustellen, die mit Managementmaßnahmen im Staat und aus dem Blickwinkel der Herstellung von „Recht und Ordnung“ unter dem Oberziel eines „nationalen Interesses“ (Wirtschaftswachstum) zu lösen wären.

## Wirkungen und Entwicklung des Bildungssystems

### Überblick
In der mit diesem Gesetz für die Schulbildung der schwarzen Bevölkerung hatte die Errichtung staatlich betriebener Schulen zur Folge. Die in großer Anzahl von Missionsgesellschaften und anderen religiösen Trägern bislang betriebenen Schuleinrichtungen (ca. 5000) mussten an den südafrikanischen Staat überführt werden. Damit war auch das Ziel verbunden, die von der Apartheidspolitik unabhängigen Einflüsse liberaler und englisch beeinflusster Denkhaltungen auf die junge Generation der schwarzen Bevölkerungsgruppe zu beseitigen. Die beabsichtigten Auswirkungen waren eine geringwertige und unzureichende Bildung, die zu einer angestrebten strukturellen Diskriminierung führten.
Im Jahr 1969 standen die staatlichen Bildungsausgaben für ein schwarzes Kind im Vergleich zu einem weißen Kind im Verhältnis 17:70. Im Durchschnitt unterrichtete ein Lehrer an einer „Bantu-Schule“ Klassen mit einer Stärke von 51 Schülern. Ein Teil des pädagogischen Personals besaß keine ausreichende Ausbildung. Die langfristigen Folgen jener Politik haben zu anhaltender Massenarbeitslosigkeit und zu einem verbreiteten Bildungsdefizit geführt. Letzteres ist kaum auszugleichen. Dementsprechend waren die jährlichen Zugänge zu den Hochschulen des Landes für viele Jahrgänge von weißen Studenten geprägt. Die verweigerte adäquate Schulbildung erzeugte in manchen Ballungszentren unter der jungen Generation lange schwelende politische Unruhen (siehe Aufstand in Soweto). Eine Wiedereingliederung in die dadurch unterbrochene Schulausbildung und das Erlangen eines Abschlusses erwies sich in vielen Fällen als unmöglich und erzeugte psychologische und soziale Folgeschäden.

### Schultypen nach Schulträgerschaft
Innerhalb des Bildungssektors für Schwarze gab es verschiedene Ausbildungsstättentypen nach Schulträger. Diese Differenzierung ergab sich aus der historisch überkommenen inhomogenen Siedlungsstruktur des Landes und deren analog inhomogenen Verteilung von Schulbildungseinrichtungen:
- Gemeinschaftsschulen

Diese Schulen unterstanden der Aufsicht des Ministeriums für Bantu-Erziehung. Sie unterlagen einer regionalen Kontrolle durch Schulkomitees, bei Bedarf von denen unterstellten Schulausschüssen. Etwa 80 Prozent aller schwarzen Schüler des Landes besuchten in den 1970er Jahren diesen Schultyp. Pädagogengehälter und Schulausstattung finanzierte das Ministerium. In den Homelands lag die Zuständigkeit bei den jeweiligen Homeland-Schulministerien (-behörden).
- Staatsschulen

Die Staatsschulen wurden durch den Staat finanziert und unterstanden dessen Aufsichtsbehörden. Schulkomitees und Schulausschüsse gab es hier nicht. Hierbei handelte es sich um höhere technische Schulen und Kollegs, Gewerbeschulen und Industrieausbildungszentren sowie Einrichtungen der Lehrerbildung, wie Lehrerausbildungsstätten und Pädagogische Akademien. Ferner gab es Heimschulen mit weißem Personal und Sonderschulen (etwa: Förderschulen). Jede Schule, zu deren Errichtung ein staatliches Grundstück in Anspruch genommen wurde, fiel unter diesen Schultyp.
- Farm-, Bergwerks- und Fabrikschulen

Schulen dieses Typs wurden durch Farm-, Bergwerks- und andere Unternehmen errichtet. Finanzielle Zuschüsse aus dem Staatshaushalt wurden nach ministeriellen Maßgaben gewährt. Dieser Schultyp stand für Kinder von den in diesen Unternehmen beschäftigten schwarzen Arbeitern zur Verfügung. Es mussten mindestens 20 Schüler vorhanden sein, damit eine solche Schule gegründet werden konnte. Bei Farmschulen war der Farmbesitzer zugleich der Schulleiter oder eine von ihm benannte Person übte diese Funktion aus. Schüler aus benachbarten Farmen konnten hinzugezogen werden. Für die Schulausstattung und die Pädagogengehälter galten dieselben Zuschussmodalitäten wie bei den Gemeinschaftsschulen. Dieser Schultyp bildete in den ländlichen Gebieten eine wichtige Basis der damaligen Grundschulausbildung.
- Krankenhausschulen

Die Krankenhausschulen unterstanden der Leitung der jeweiligen Krankenhausbehörden und wurden durch ministerielle Stellen mitfinanziert. Das Schulangebot richtete sich an Kinder, die sich für drei Monate oder länger in stationärer medizinischer Behandlung befanden.
- Privatschulen

Privatschulen gab es nach dem Inkrafttreten des Bantu Education Act nur noch wenige. Der größte verbliebene private Schulträger war die Römisch-katholische Kirche, nachdem die Anglikanische Kirche in Folge des Gesetzes ihre Schulen auf eigenen Entschluss geschlossen hatte.
Im Jahr 1973 gab es noch 382 privat finanzierte und geleitete Schulen. Katholische Grundschulen wurden in den 1970er Jahren schrittweise unter die staatliche Aufsicht gestellt, so dass nur noch einige größere Schuleinrichtungen unter dieser konfessionellen Führung verblieben.
- Abendschulen

Abendschulen in diesem Sinne waren vorrangig in städtischen Gebieten vorhanden und dienten der Erwachsenenqualifizierung zur Erlangung von Grund- und Hauptschulabschlüssen. Deren Finanzierung erfolgte ausschließlich auf der Basis von Teilnehmerbeiträgen. Es gab dabei auch Fortbildungskurse für höhere Schulabschlüsse, die teilweise zur Vorbereitung auf eine ministeriell organisierte Prüfung dienten.
Einige wenige Sonderschulen mit speziellen pädagogischen Angeboten bestanden für gehörlose (1975: 8 Schulen) und blinde (1975: 4 Schulen) Kinder, ferner Kinder mit körperlichen/zerebralen (1975: 4 Schulen) und geistigen (1975: 2 Schulen im Testbetrieb) Handicaps. Nach Schulabschluss sind handwerkliche Berufsausbildungen vorgesehen.

### Pädagogenausbildung
Nach dem Bantu Education Act bestanden für Pädagogen aus der schwarzen Bevölkerungsgruppe drei berufsqualifizierende Ausbildungsgänge:
- in einem Lehrerseminar

Lower Primary Teacher Certificate (L.P.T.C.), Eignungsvoraussetzungen: Schulabschluss 8 Jahre; Ausbildungsdauer: drei Jahre zum Grundschullehrer (Grundschule war 1. bis 4. Schuljahr).
- in einer Pädagogischen Akademie / Hochschule

Primary Teachers Certificate (P.T.C.), Eignungsvoraussetzungen: Schulabschluss Mittlere Reife; Ausbildungsdauer: zwei Jahre zum Hauptschullehrer (Hauptschule war 5. bis 8. Schuljahr, seit 1975 bis 7. Schuljahr),
Junior Secondary Teachers Certificate (J.S.T.C.), Eignungsvoraussetzungen: Schulabschluss oder Reifeprüfung; Ausbildungsdauer: zwei Jahre zum Lehrer für Unterstufen höherer Schulen (weiterführende Schulen, 8. bis 10. Schuljahr/Forms I-III; 10. bis 12. Schuljahr/Forms III-V; 8. bis 12. Schuljahr/Forms I-V).

### Gewerblich-berufliche Ausbildung
Für die beruflichen Ausbildung der schwarzen Bevölkerung existierten um 1975 vereinfachte Verfahren bzw. Kurse. Diese waren in der Regel von industriellen Schwerpunkten bestimmte Maßnahmen.
- Gewerbeschulen, Zugangsvoraussetzung: 8 Schuljahre; Berufsausbildungszeit zwei und drei Jahre, häufige Berufe: Automechaniker, für den Elektriker war die mittlere Reife Voraussetzung und eine Berufsausbildungszeit von drei Jahren angesetzt oder fünf Jahre „Sandwichkurs“ (jährlich sechs Monate Gewerbeschule und sechs Monate Berufspraxis). Weitere Ausbildungsberufe im Handwerk um 1975 waren Anstreicher, Autoschlosser, Klempner, Maurer, Maurer im Fertigbau, Mechaniker (Dieseltraktoren), Radiotechniker, Schweißer, Stuckateur und Tischler.[13]
- Industrielle Ausbildung, die bedarfsweise mit kurzer oder längerer Schulung Hilfsarbeiterqualifikationen erzeugte:

Intensive Schnellkurse (13 Wochen), in Industrien der Homelands und Border-Industry-Gebieten,
Das Ziel dieser Schnellkurse sind Qualifikationsmerkmale für Tätigkeiten in den Bereichen Gas- und Elektroschweissen, Maurer- und Klempnerarbeiten, Textil-, Metall- und Holzverarbeitung sowie Maschinenschlosserei.
vereinfachte Arbeitslehrgänge, in Industrien der Homelands und Border-Industry-Gebieten,
Ausbildungszentren des Bantu-Ministeriums, Schulungszentren in städtischen Regionen,
Arbeitsunterweisungslehrgänge in Unternehmen (steuervergünstigte Maßnahmen des Arbeitgebers).
Für Mädchen existierten berufliche Ausbildungsgänge als Schneiderin und Kindergartenhelferin sowie für Spinnerei und Weberei.
Höherqualifizierte Berufsausbildungen konnten an technischen Kollegs bzw. Fachschulen erworben werden, die teilweise Ingenieurabschlüsse ermöglichten. Zwei Einrichtungen dieser Art existierten in Mmadikoti bei Seshego im Homeland Lebowa und in Edendale im Homeland KwaZulu. Anfangs gab es duale Kurse (Sandwich-Kurse) für Bau- und Agraringenieure, Geotechniker und Vermessungsingenieure sowie wassertechnische Ingenieure für Kläranlagen.
Im medizinischen Bereich bestanden Ausbildungsgänge für Krankenpfleger und Hebammen, ferner für Gesundheitsinspektoren, Gesundheitsassistenten, medizinisch-technische Assistenten, Gesundheitsamt-Schwestern, Röntgenassistenten und Physiotherapeuten. Die beiden letzteren Ausbildungsgänge wurden im Lehrkrankenhaus des Township Ga-Rankuwa angeboten.

### Hochschulausbildung für Schwarze
Seitens der staatlichen Bildungspolitik für die schwarze Bevölkerungsgruppe standen bis 1982 drei Hochschuleinrichtungen zur Verfügung, die danach durch eine neue Hochschule erweitert wurde. Das waren:
- University of Fort Hare
- University of the North
- University of Zululand

Ab 1982 gab es zusätzlich die Vista University, eine Hochschule, die von den Apartheidsbehörden speziell für die schwarze Bevölkerung nach damals als modern geltenden Gesichtspunkten konzipiert worden war.
Ferner gab es für Schwarze einen Hochschulzugang an den Universitäten Witwatersrand, Kapstadt und Natal. Es gab jederzeit Studierende in geringer Zahl an ausländischen Hochschuleinrichtungen mittels Stipendien und Darlehn von Hilfsorganisationen sowie Geldern aus anderen privaten Quellen.

### Legislatives
Mit diesem Gesetz wurde das aus dem Jahr 1945 stammende Gesetz zur Finanzierung der Bildung der eingeborenen Bevölkerung (Native Education Finance Act, Act No. 29 / 1945) außer Kraft gesetzt.